# Saint-Just-Ibarre
Saint-Just-Ibarre (tiếng Basque: Donaixti-Ibarre) là một xã thuộc tỉnh Pyrénées-Atlantiques trong vùng Aquitaine miền tây nam nước Pháp.